# Hang Phia Điểm
Hang Phia Điểm là quần thể hang động dạng karst trong dãy núi đá vôi ở thôn Nà Soong xã Yên Trạch huyện Cao Lộc tỉnh Lạng Sơn, Việt Nam .
Hang Phia Điểm được xếp hạng di tích lịch sử, văn hóa cấp quốc gia theo Quyết định số 77/2004/QĐ-BVHTT ngày 23/08/2004 của Bộ Văn hóa - Thông tin .
Hang Phia Điểm ở cách ga Yên Trạch cỡ 1,4 km về hướng đông nam .

## Khảo cổ
Hang Phia Điểm là một di tích lịch sử, di chỉ khảo cổ học đã được nhiều nhà khảo cổ học, sử học tới đây khảo sát nhiều lần. Đến năm 1998 đã đào khảo sát nhẹ lớp mặt hang và đã thu thập được một số di vật bằng đồ gốm, như bát bồng chân đế cao, âu gốm; và một số công cụ bằng đá như rìu đá, mảnh tước. Ngoài ra đã tìm được 2548 vỏ nhuyễn thể, 1690 mẫu xương và răng động vật thuộc hậu kỳ đồ đá mới.
Qua những di vật tìm được, đã khẳng định rằng nơi đây thời tiền sử đã có con người sinh sống trong hang động này, họ lao động làm ăn sinh sống bằng những công cụ đơn giản, đồ gốm dùng để đựng các đồ vật, rìu đá, bôn đá, mảnh tước đá để chặt, kiếm thức ăn .
Hang Phia Điểm có địa tầng dầy và khá nguyên vẹn, được xác định là thuộc Văn hóa Mai Pha, một kế thừa của Văn hóa Bắc Sơn ở vùng Lạng Sơn.